# Greg Jenkins (Basketballspieler)
Gregory Jenkins (* 18. März 1982 in Mount Vernon, New York) ist ein US-amerikanischer Basketballspieler.
Seine sportliche Karriere startete Jenkins 2000 am Iona College in seinem Heimatstaat, für dessen Hochschulmannschaft er fünf Jahre lang in der NCAA spielte, da er verletzungsbedingt 2002/03 nahezu die komplette Spielzeit aussetzte. Anschließend ging er 2005 nach Griechenland und spielte eine Saison für Iraklis Saloniki, die am Ende der Spielzeit aus der A1 Ethniki abstiegen. Er kehrte in die USA zurück und spielte in der folgenden Saison für Pittsburgh Xplosion in der CBA.
Der 2,06 m große und 105 kg schwere Center stand in der Saison 2007/08 beim deutschen Bundesligisten Paderborn Baskets unter Vertrag und konnte mit diesem einen gesicherten Mittelfeldplatz erreichen. In der Saison 2008/2009 wechselte er zum Ligakonkurrenten Deutsche Bank Skyliners, mit dem er zwar die Play-offs um die deutsche Meisterschaft erreichte, dort aber in der ersten Runde gegen den späteren Meister EWE Baskets Oldenburg ausschied. In seiner zweiten Spielzeit für den Verein aus Frankfurt am Main erreichte er mit der Mannschaft die Finalserie um die deutsche Meisterschaft 2010. Genauso wie das Pokalfinale verlor man diese jedoch in der „Best-of-Five“-Serie in fünf Spielen gegen die Brose Baskets aus Bamberg.
Zur Saison 2010/2011 wechselte Jenkins nach Portugal und unterschrieb einen Vertrag bei der Basketballmannschaft von Benfica Lissabon. Der portugiesische Titelverteidiger verlor jedoch ebenfalls in der Maximalanzahl der Spiele die „Best-of-Seven“-Finalserie gegen die Basketballmannschaft des FC Porto, in dessen Reihen unter anderem der ehemalige Frankfurter Bundesligaprofi Carlos Andrade stand. In der folgenden Spielzeit 2011/12 spielte Jenkins in der französischen LNB Pro A für Saint Thomas Basket aus Le Havre. Der Verein erreichte am Ende der Spielzeit mit dem 14. Tabellenplatz den letzten Nicht-Abstiegsplatz. Im März 2013 schloss sich Jenkins dem französischen Drittligisten Vendée Basket aus Challans an, der 1983 einmal französischer Pokalsieger war und für den zu Beginn der Spielzeit bereits der ehemalige Bundesliga-Profi Povilas Čukinas aktiv gewesen war.